# وان بیبر لیک (ایندیانا)
وان بیبر لیک (به انگلیسی: Van Bibber Lake) یک منطقهٔ مسکونی در ایالات متحده آمریکا است که در ایندیانا واقع شده‌است. وان بیبر لیک ۴۸۵ نفر جمعیت دارد و ۲۴۵ متر بالاتر از سطح دریا واقع شده‌است.